# 酒田市民会館「希望ホール」
酒田市民会館「希望ホール」（さかたしみんかいかん「きぼうホール」、Sakata Civic Hall "Kibou Hall"）は、山形県酒田市にある多目的ホール。酒田市役所隣に、2004年7月3日に開館した。酒田市が管理と運営を行っている。
2004年には小澤征爾が指揮する新日本フィルハーモニー交響楽団によるコンサートが開催された。現在、希望ホールは酒田フィルハーモニー管弦楽団活動拠点ホール及び、山形交響楽団による庄内公演の拠点地となっている。
山形県内では音響設備が整っているホールの一つとされ、有名アーティストによる音楽ライブも年数回行われる。

## 施設
- 大ホール（舞台面積 約700m2、客席面積 約1,120m2）
定員1,287名（1F 836席、2F 451席。車椅子スペース4席含）。ホール形式はシューボックス型であり、クラシック主目的の多目的ホールである。座席は2階席まであり、2階席ではサイドバルコニーのロイヤルボックス席を備える。また舞台開口高さを自在に調節できる可動プロセニアム幕が備わっている。
- 小ホール（約180m2）
定員150名程度（移動椅子設置の場合）。リハーサル会場としての利用を主目的としている。
- 楽屋1～7（約16～41m2）
- 練習室1～3（練習室1 約138m2、練習室2・3 約28m2）
楽屋が足りない場合は、練習室を楽屋としても利用することができる。
- 会議室（約35m2）
- 託児室（約27m2）

## 計画・設計・建築施工
- 計画 - 酒田市
- 設計監理 - 本間利雄設計事務所
- 建築 - 鹿島・みなとJV
- 舞台機構・吊物工事 - 三精輸送機
- 舞台照明工事 - 東芝ライテック
- 舞台音響工事 - 不二音響
- 舞台計画 - シアターワークショップ
- 音響全般 - 永田音響設計

## 沿革
1962年に酒田市には1,100席収容の市民会館が建てられ、42年の長きにわたり文化の中心としての役割を担ってきた。しかし、施設の老朽化が問題となり、市は敷地の選定を経て新市民会館建設を決定、2004年2月に竣工した。
2002年2月、指名競争入札で入札を予定していた5つのJV全てが入札を辞退するという事態となった。酒田市は21億535万6千円の入札予定価格を公表していたが、各JVはこの予定価格内での受注は利益が見込めないとして、入札書に「辞退」「予定価格内での受注は無理」と記載した。
2008年9月に公開された映画『おくりびと』では、劇中のオーケストラによるコンサートシーンの撮影に同ホールが使用された。

## 酒田希望音楽祭
2004年に小澤征爾が指揮する新日本フィルハーモニー交響楽団によるコンサートが開催されたことを記念して、「音楽と芸術が自然にとけあう潤いのあるまちづくりをすすめる」ことを理念として、2005年より酒田希望音楽祭が毎年開催されている。
概ね6月～10月に開催され、「支援事業」「協賛事業」の2種類の事業を行う。事業対象となった場合は、施設利用料等の特別減免が適用される。
- 支援事業
市民向けに開催する音楽関係事業で、音楽家を志す若手の育成・人材育成に寄与することを目的とする。対象は非定期の3公演程度に限られている。
- 協賛事業 
音楽祭期間中に開催される音楽関係の事業が対象となり、これまでに数回開催実績があるもの等も対象となる。

## 所在地・アクセス
山形県酒田市本町2-2-10
- JR酒田駅より車で約5分
- 庄内交通バス「中町」下車徒歩2分
- 市営循環バス「市役所東」または「市役所西」下車徒歩0分
- 庄内空港より車で約20分、シャトルバス「中町」下車徒歩2分
- 山形道 酒田ICから車で約15分